# Liste der Biografien/Kosc
Liste der Biografien |
Portal Biografien |
Personensuche
# |
A |
B |
C |
D |
E |
F |
G |
H |
I |
J |
K |
L |
M |
N |
O |
P |
Q |
R |
S |
T |
U |
V |
W |
X |
Y |
Z |
?
 
Ka |
Kb |
Kc |
Kd |
Ke |
Kf |
Kg |
Kh |
Ki |
Kj |
Kl |
Km |
Kn |
Ko |
Kp |
Kr |
Ks |
Kt |
Ku |
Kv |
Kw |
Ky |
Kx |
Kz
 
Koa |
Kob |
Koc |
Kod |
Koe |
Kof |
Kog |
Koh |
Koi |
Koj |
Kok |
Kol |
Kom |
Kon |
Koo |
Kop |
Kor |
Kos |
Kot |
Kou |
Kov |
Kow |
Kox |
Koy |
Koz
 
Kosa |
Kosb |
Kosc |
Kose |
Kosg |
Kosh |
Kosi |
Kosj |
Kosk |
Kosl |
Kosm |
Kosn |
Koso |
Kosp |
Koss |
Kost |
Kosu |
Kosv |
Kosy |
Kosz
Die Liste der Biografien führt alle Personen auf, die in der deutschsprachigen Wikipedia einen Artikel haben. Dieses ist eine Teilliste mit 154 Einträgen von Personen, deren Namen mit den Buchstaben „Kosc“ beginnt.

## Kosc

### Kosca
- Koščak, Jana (* 2006), kroatische Leichtathletin
- Koščak, Klara (* 2004), kroatische Leichtathletin
- Koščak, Lučka (1957–2022), slowenische Bildhauerin

### Kosce
- Koscelník, Martin (* 1995), slowakischer Fußballspieler

### Kosch
- Kosch, Alois (1907–1954), deutscher Arzt und Sachbuchautor
- Kosch, Anne-Kathrin (* 1988), deutsche SchönheitsköniginAnne-Kathrin Kosch (* 1988)

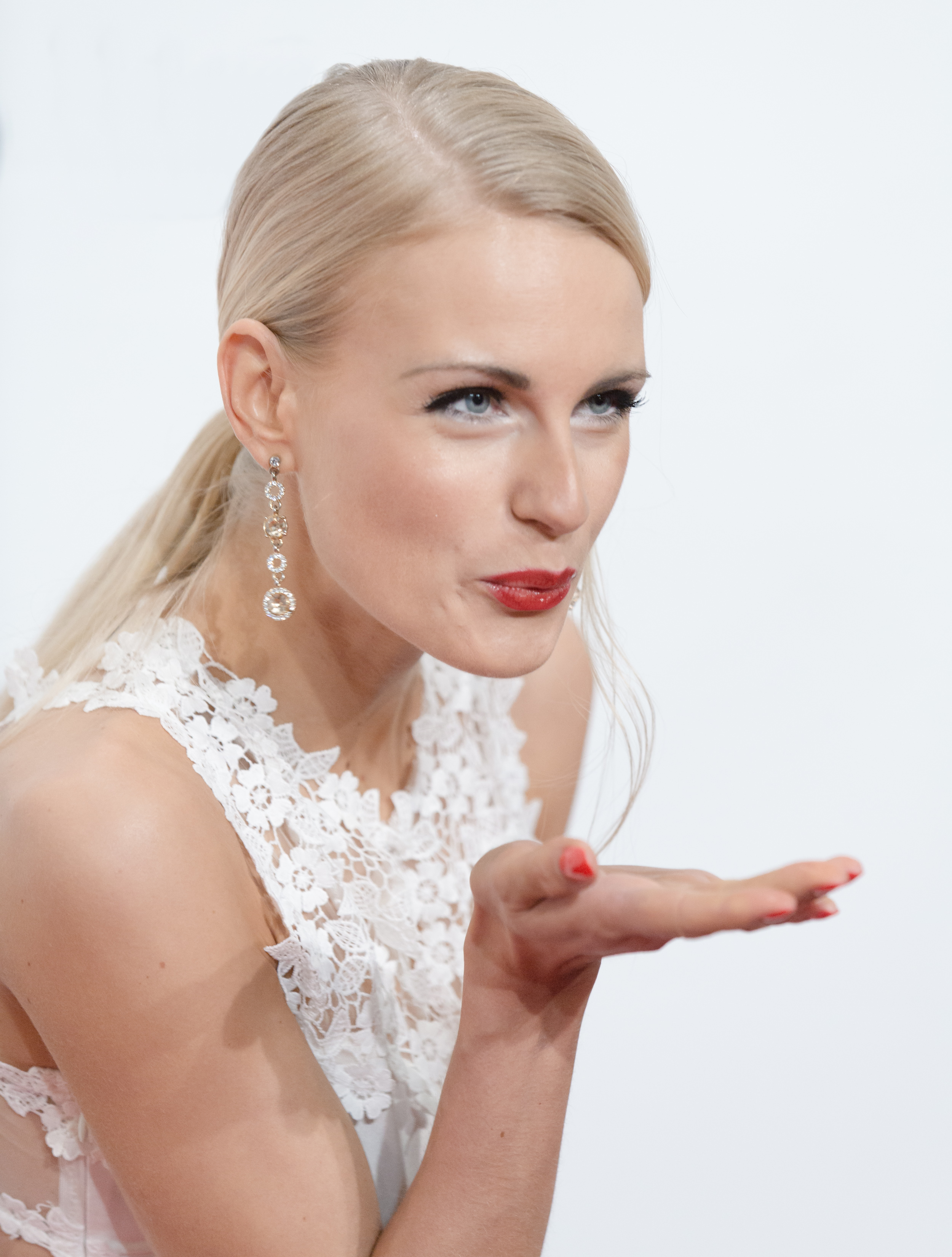
Anne-Kathrin Kosch (* 1988)

- Kosch, Franz (1894–1985), österreichischer Priester, Musikpädagoge, Musikwissenschaftler und Komponist
- Kosch, Harald (* 1968), deutscher Informatiker
- Kosch, Johann Christoph (1698–1778), deutschböhmischer Baumeister und Architekt des Spätbarock
- Kosch, Johann Christoph (1703–1784), deutschböhmischer barocker Baumeister
- Kosch, Johann Wenzel (1718–1798), deutschböhmischer Baumeister und Architekt des Spätbarock
- Kosch, Mirjam (* 1985), Schweizer Politikerin (Grüne)
- Kosch, Raphael (1803–1872), deutscher Arzt und Politiker
- Kosch, Robert (1856–1942), preußischer General der Infanterie
- Kösch, Sascha (* 1965), deutscher Journalist und DJ
- Kosch, Wilhelm (1879–1960), österreichischer Literaturwissenschaftler
- Koschak, Aldobrand (1759–1813), österreichischer Jurist und Schriftsteller
- Koschak, Michaela (* 1977), deutsche Wettermoderatorin und Sachbuchautorin
- Koschaker, Paul (1879–1951), österreichischer Rechtshistoriker
- Koschal, Antanina (* 1954), sowjetische Turnerin aus Belarus
- Koschara, Leonid (* 1963), ukrainischer Diplomat und Politiker
- Koschat, Michael (* 1974), österreichischer Politiker (FPÖ)
- Koschat, Thomas (1845–1914), österreichischer Komponist und Chorleiter
- Koschatzky, Walter (1921–2003), österreichischer Kunsthistoriker
- Koschatzky-Elias, Gabriela (* 1958), österreichische Autorin und Kulturpublizistin
- Kosche, Gudrun, deutsche Journalistin
- Kosche, Heidi (* 1949), deutsche Politikerin (Bündnis 90/Die Grünen), MdA
- Kosche, Oskar (* 1967), deutscher Fußballspieler
- Koschedub, Iwan Nikitowitsch (1920–1991), sowjetischer Pilot, Marschall der Flieger und dreifacher Held der SowjetunionIwan Nikitowitsch Koschedub (1920–1991)

Iwan Nikitowitsch Koschedub (1920–1991)

- Koschek, Emil (1928–2015), deutscher Kaufmann und Politiker (CDU), MdBB
- Koschel, Alexander (* 1969), deutscher Organist, Musikwissenschaftler und Produzent
- Koschel, Ansgar (1943–2007), deutscher römisch-katholischer Theologe
- Koschel, Christine (1936–2024), deutsche Schriftstellerin und Übersetzerin
- Koschel, Christoph (* 1976), deutscher Dressurreiter
- Koschel, Herbert (1921–1980), deutscher Speerwerfer
- Koschel, Juliane (* 1984), deutsche Triathletin
- Koschel, Wolfgang (* 1938), deutscher Raumfahrtingenieur
- Koschelenko, Juri Wladimirowitsch (* 1963), russischer Extrembergsteiger
- Koschelew, Iwan Nikititsch (1700–1759), russischer Marineoffizier und Polarforscher
- Koschelew, Nikolai Andrejewitsch (1840–1918), russischer Maler, Grafiker und Wandmaler
- Koschelewa, Tatjana Sergejewna (* 1988), russische Volleyballspielerin
- Koscheljowa, Rimma Iwanowna (* 1936), sowjetische Hürdenläuferin
- Koschella, Sabrina (* 1963), deutsche Handballtorhüterin
- Koschelnikowa, Jewgenija Wjatscheslawowna (* 1986), russische Triathletin
- Koschelu, Rudolf (* 1953), österreichischer Wienerliedmusiker, Sänger und Dudler
- Koschembahr, Gottlob Sylvius Wilhelm von (1756–1803), preußischer Landrat
- Koschembahr, Leopold Ernst Gustav von (1768–1842), preußischer Generalmajor
- Koschemjakin, Oleg Andrejewitsch (* 1995), russischer Fußballspieler
- Koschenbahr, Ernst Julius von (1715–1776), preußischer Generalmajor
- Koschenbahr, Hans Siegismund von (1709–1760), preußischer Major und Chef des Grenadier-Bataillon Nr. 5
- Koschenbahr, Melchior Sylvius von (1725–1801), preußischer Generalleutnant, Chef des Infanterieregiments „von Koschembahr“
- Koschenkowa, Anastassija (* 1986), ukrainische Ruderin
- Köscherbajew, Qyrymbek (* 1955), kasachischer Politiker
- Koscheski, Michael G., US-amerikanischer Offizier, Generalleutnant der US Air Force
- Koschetschkin, Wassili Wladimirowitsch (* 1983), russischer Eishockeytorwart
- Koschewaja, Marina Wladimirowna (* 1960), russische Schwimmerin
- Koschewerowa, Nadeschda Nikolajewna (1902–1989), russische bzw. sowjetische Regisseurin
- Koschewnikow, Alexander Wiktorowitsch (* 1958), russischer Eishockeyspieler
- Koschewnikow, Alexei Jakowlewitsch (1836–1902), russischer Neurologe und Psychiater
- Koschewnikow, Boris Tichonowitsch (1906–1985), russischer Komponist
- Koschewnikow, Fjodor Iwanowitsch (1903–1998), russischer Jurist
- Koschewnikow, Wadim Michailowitsch (1909–1984), sowjetischer Schriftsteller und Journalist
- Koschewnikowa, Jelisaweta Alexandrowna (* 1973), russische Freestyle-Skisportlerin
- Koschewoi, Jewgeni (* 1984), kasachischer Skilangläufer
- Koschewoi, Pjotr Kirillowitsch (1904–1976), sowjetischer General, Marschall der Sowjetunion
- Koschewoi, Sergei Andrejewitsch (* 1961), russischer Verwaltungsleiter
- Koschier, Giuseppe (1907–1987), österreichischer Schneidermeister, Fußballspieler und -funktionär
- Koschier, Giuseppe (1936–2021), österreichischer Schneidermeister und Fußballspieler
- Koschier-Bitante, Christiane (* 1974), österreichische Radrennfahrerin
- Koschig, Klemens (* 1957), deutscher parteiloser Kommunalpolitiker
- Koschik, Erich (1913–1985), deutscher Kanute
- Koschik, Harald (* 1944), deutscher Prähistoriker
- Koschin, Semjon Leonidowitsch (* 1979), russischer Maler
- Koschina, Dieter (* 1962), österreichischer Koch
- Koschina, Franz (* 1939), österreichischer Boxer
- Koschinat, Uwe (* 1971), deutscher Fußballspieler und -trainer
- Koschinsky, Hanna (1884–1939), deutsche Bildhauerin
- Koschinsky, Ursula (1923–2016), deutsche Künstlerin und Glasmalerin
- Koschischek, Birgit (* 1987), österreichische Schwimmerin
- Koschitz, Julia (* 1974), österreichische SchauspielerinJulia Koschitz (* 1974)

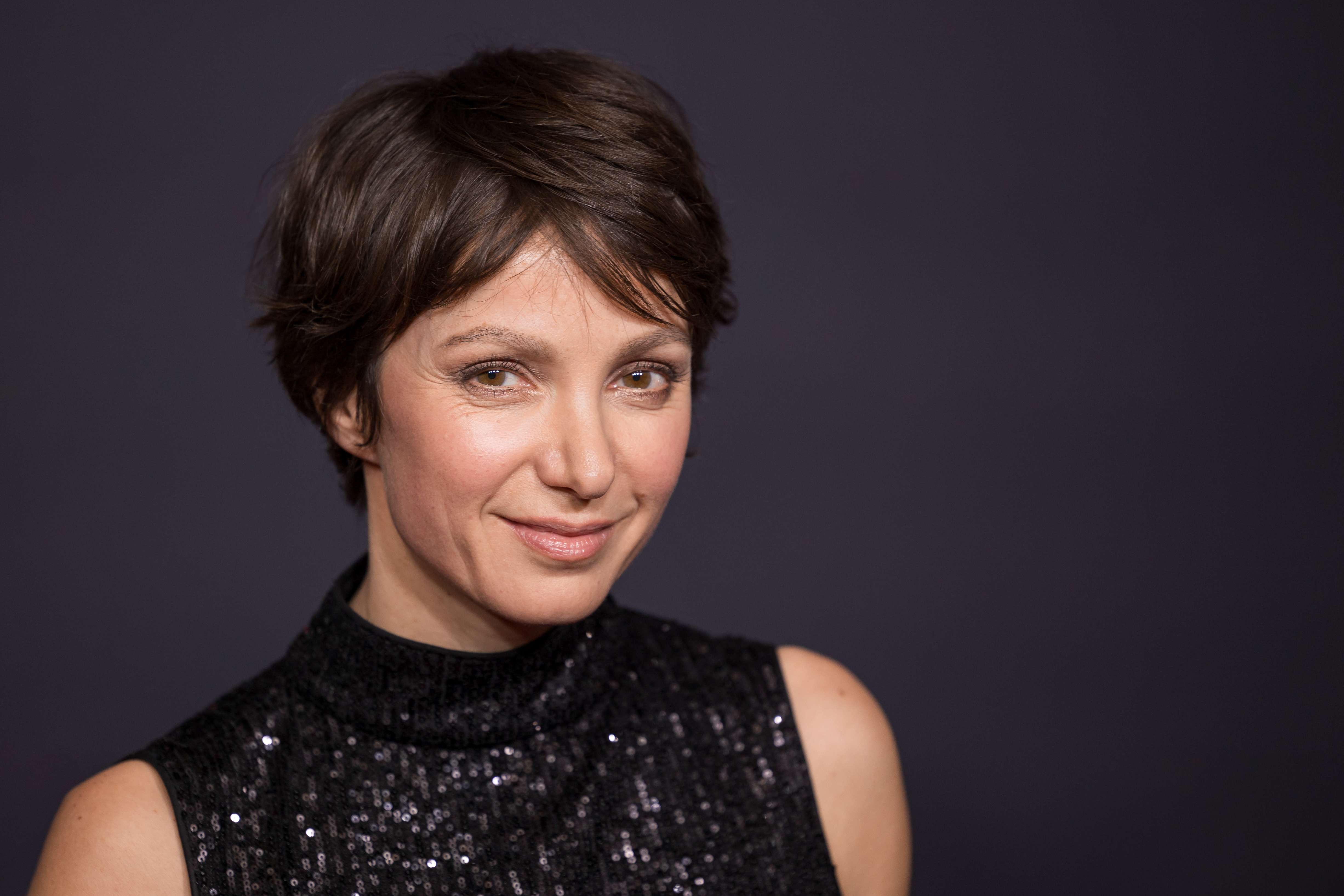
Julia Koschitz (* 1974)

- Koschitzki, Daniel (* 1978), deutscher Blockflötist
- Koschitzki, Heino (1936–2017), deutscher Maler und Grafiker
- Koschka, Horst (* 1943), deutscher Biathlet
- Koschkarbajew, Rachimschan (1924–1988), Leutnant der Roten Armee, Teilnehmer an der Schlacht um Berlin
- Koschkarjow, Jaroslaw Jewgenjewitsch (* 1985), russischer Beachvolleyballspieler
- Koschkin, Alexander Nikolajewitsch (1959–2012), sowjetischer Boxer
- Koschkin, Dmitri (* 1986), kasachischer Skirennläufer
- Koschkin, Michail Iljitsch (1898–1940), sowjetischer Ingenieur
- Koschkin, Nikita Arnoldowitsch (* 1956), russischer klassischer Komponist und Gitarrist
- Koschkull, Leonhard von (1798–1872), preußischer Generalleutnant
- Koschlig, Manfred (1911–1979), deutscher Bibliothekar und Hochschullehrer
- Koschljakow, Michail Nikolajewitsch (1930–2021), sowjetischer und russischer Ozeanograph und Hochschullehrer
- Koschljakow, Nikolai Sergejewitsch (1891–1958), russischer Mathematiker und Hochschullehrer
- Koschljakow, Wladimir Nikolajewitsch (1922–2009), russisch-sowjetischer Mechaniker und Mathematiker
- Koschmal, Walter (* 1952), deutscher Slawist und Hochschullehrer
- Koschmider, Bruno (1926–2000), deutscher Unternehmer
- Koschmieder, Christine (* 1972), deutsche Literaturagentin, Schriftstellerin und Übersetzerin
- Koschmieder, Dietmar (* 1955), deutscher Journalist und Politiker
- Koschmieder, Erwin (1896–1977), deutscher Slawist und Sprachwissenschaftler
- Koschmieder, Harald (1897–1966), deutscher Meteorologe
- Koschmieder, Horst (* 1948), deutscher Fußballspieler
- Koschmieder, Lothar (1890–1974), deutscher Mathematiker
- Koschmieder, Paul (* 1922), deutscher Fußballspieler
- Koschnick, Carl-Friedrich (* 1949), deutscher Kameramann
- Koschnick, Hannes (1902–1944), deutscher Gewerkschaftsfunktionär und Widerstandskämpfer
- Koschnick, Hans (1929–2016), deutscher Politiker (SPD), MdBB, Bremer Bürgermeister, MdBHans Koschnick (1929–2016)

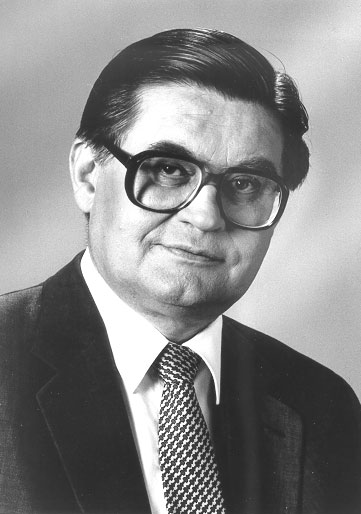
Hans Koschnick (1929–2016)

- Koschnick, Wolfgang (* 1942), deutscher Journalist
- Koschnick-Chatterjee, Rosemarie (1939–2018), deutsche Glasgestalterin
- Koschnikowa, Anna Sergejewna (* 1987), russische Fußballspielerin
- Koschnitscharska, Iwanka (* 1948), bulgarische Leichtathletin
- Koschnitzke, Olaf (* 1966), deutscher Ringer
- Koschny, Erich (1846–1875), deutscher Verleger
- Koschny, Katharina (* 1953), deutsche Synchronsprecherin und Schauspielerin
- Koschny, Maria (* 1981), deutsche SynchronsprecherinMaria Koschny (* 1981)

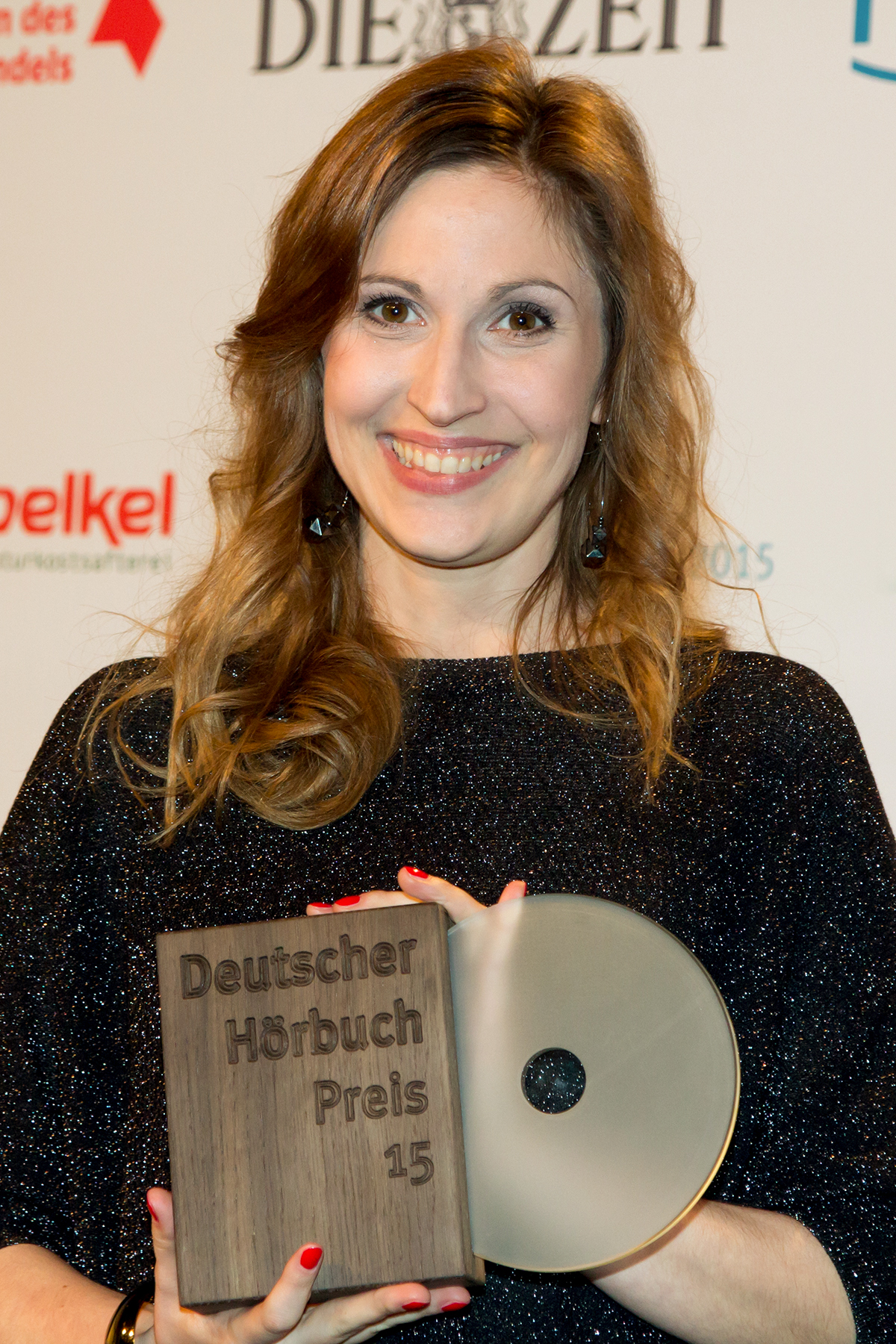
Maria Koschny (* 1981)

- Koschokar, Kristina Wiktorowna (* 1994), russische Handballspielerin
- Koschokina, Jekaterina (* 1983), russische Tennisspielerin
- Koschorek, Laura (* 1985), deutsche Lacrossespielerin
- Koschorke, Albrecht (* 1958), deutscher Literaturwissenschaftler
- Koschorke, Helmuth (1905–1980), deutscher Polizeibeamter, zuletzt SS-Sturmbannführer, und Sachbuchautor
- Koschorke, Klaus (* 1948), deutscher Kirchenhistoriker
- Koschorreck, Elisabeth (* 1952), deutsche Politikerin (SPD), MdL und Rechtsanwaltsfachangestellte
- Koschorreck, Michael (* 1962), deutscher Musiker
- Koschorreck, Walter (1915–1978), deutscher Jurist und Bibliothekar
- Koschorrek, Günter K. (* 1923), deutscher Soldat und Autor
- Koschorrek, Rolf (1956–2020), deutscher Politiker (CDU), MdB
- Koschorz, Jeremias (* 1987), deutscher Schauspieler
- Koschowyj, Artem (* 1989), ukrainischer Poolbillardspieler
- Koschtschejewa, Jelena (* 1973), kasachische Weitspringerin
- Koschucharow, Assen Nikolow (* 1961), bulgarischer Marinekapitän, Militärhistoriker, Hochschullehrer und Autor
- Koschuchow, Alexander Borissowitsch (1942–2008), sowjetisch-russischer Handballspieler, -trainer und -funktionär
- Koschuh, Bernt (* 1970), österreichischer Journalist
- Koschurnikow, Alexander Michailowitsch (1905–1942), russischer Bauingenieur und Eisenbahnstrecken-Erkunder
- Koschuschko, Weronika (2006–2024), ukrainische Künstlerin
- Koschut, Simon (* 1977), deutscher Politikwissenschaftler
- Koschützki, Rudolf von (1866–1954), deutscher Landwirt und Schriftsteller sowie einer der Mitbegründer der anthroposophischen Christengemeinschaft
- Koschwitz, Eduard (1851–1904), deutscher Romanist, Mediävist, Provenzalist und Phonetiker
- Koschwitz, Thomas (* 1956), deutscher Hörfunk- und Fernsehmoderator
- Koschwitz, Tim (* 1984), deutscher HörfunkmoderatorTim Koschwitz (* 1984)

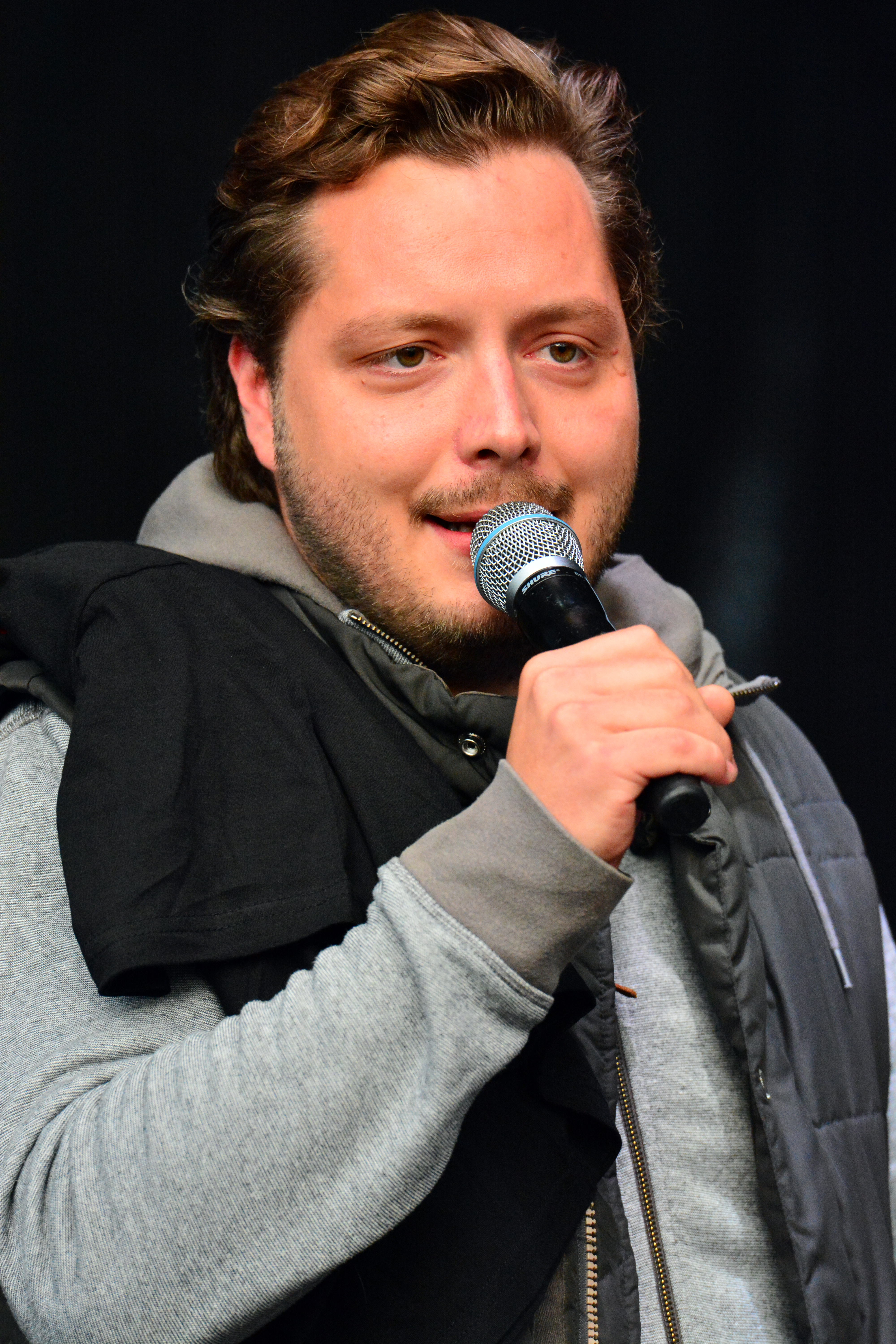
Tim Koschwitz (* 1984)

- Koschyk, Hartmut (* 1959), deutscher Politiker (CSU), MdB
- Koschyk, Heike (* 1967), deutsche Schriftstellerin und Heilpraktikerin

### Kosci
- Kościałkowski, Stanisław (1881–1960), polnischer Lehrer, Historiker und Hochschullehrer in Vilnius, Teheran und London
- Kościańska, Czesława (* 1959), polnische Ruderin
- Koscielniak, Michalina, deutsches Fotomodell sowie Schönheitskönigin
- Koscielny, Laurent (* 1985), französischer Fußballspieler
- Kościelski, Józef von (1845–1911), polnischer Politiker, MdR, Poet und Dramatiker
- Kościesza-Żaba, August (1801–1894), polnischer Volkskundler
- Koscik, Sig (* 1946), australischer Speerwerfer
- Koscina, Juan (1946–2005), chilenischer Fußballspieler
- Koscina, Sylva (1933–1994), italienische Schauspielerin jugoslawischer Herkunft
- Kościukiewicz, Mateusz (* 1986), polnischer Filmschauspieler
- Kosciusko-Morizet, Nathalie (* 1973), französische Ingenieurin und Politikerin (UMP), Mitglied der Nationalversammlung
- Kościuszko, Adam Kazimierz, kurländischer Oberburggraf, Landhofmeister und Oberrat
- Kościuszko, Tadeusz (1746–1817), polnisch-US-amerikanischer GeneralTadeusz Kościuszko (1746–1817)

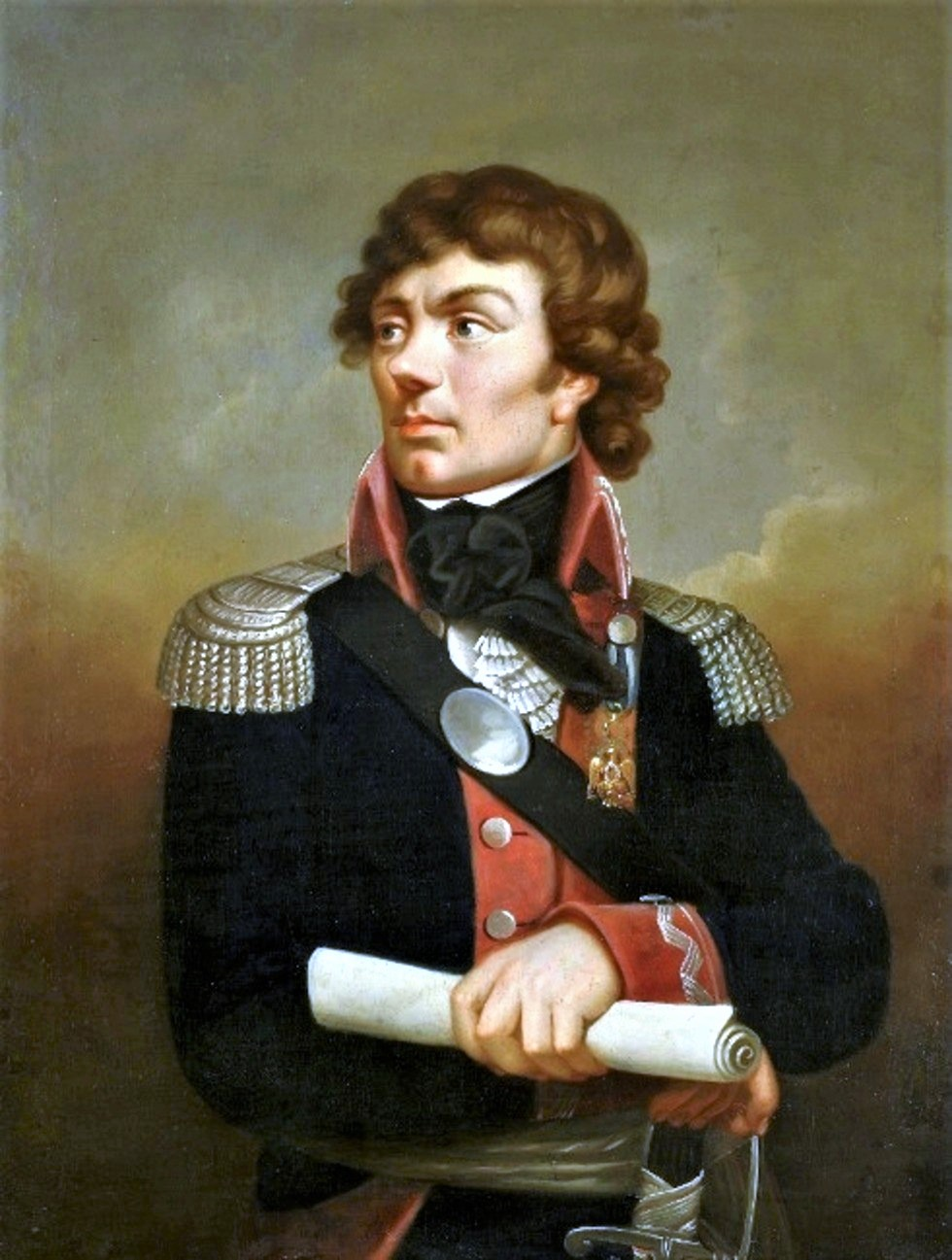
Tadeusz Kościuszko (1746–1817)

### Koscz
- Kosczol, Harry (* 1921), deutscher Musiker, Komponist, Musikerzieher